# Asmate radiata
Asmate radiata är en fjärilsart som beskrevs av Adrian Hardy Haworth 1809. Asmate radiata ingår i släktet Asmate och familjen mätare. Inga underarter finns listade i Catalogue of Life.